# Saulkrasti
Saulkrasti (wörtlich: ‚sonnige Küste‘, deutsch Neubad) ist eine Kleinstadt an der Küste der Bucht von Riga in Lettland. Im Jahre 2022 zählte sie 3.088 Einwohner.

## Geografische Lage
Saulkrasti liegt nordnordöstlich von Riga und zieht sich etwa 17 km entlang der Via Baltica (Europastraße 67) am Ufer der Rigaer Bucht.
Der Ort beginnt im Süden am Fluss Incupe (lettisch: Inčupe), wird im Weiteren durchquert von den Flüssen Peterupe (lettisch: Pēterupe) und Kisupe (lettisch: Ķīšupe) und endet im Norden hinter dem Fluss Adje (lettisch: Aģe).
Der Bahnhof Saulkrasti liegt an der Bahnstrecke Zemitāni–Skulte.

## Stadtgliederung
Saulkrasti umfasst das Gebiet der 5 ursprünglich selbständigen Ortschaften
- Badeort (lettisch: Bādciems)
- Katharinenbad (lettisch: Katrīnbāde (heute: Pabaži))
- St. Peters-Kapelle (lettisch: Pēterupe)
- Neubad (lettisch: Neibāde)
- Fischerort (lettisch: Zvejniekciems)

## Stadtwappen
Das Wappen von Saulkrasti symbolisiert oben die Sonne am Himmel durch einen goldenen Halbkreis auf Blau und unten durch von grün auf silber gespaltene Darstellung die 4 Flüsse (silbern) und die 5 Ortsteile (grün).
siehe auch: Blasonierung

## Geschichte

Lage der Gemeinden um 1915

- 1823 entstand als Badeort des Rittergutes Koltzen der nach dieser Eigenschaft benannte Ort Badeort.[2]
- Saulkrasti wurde im Jahre 1933 als Verwaltungseinheit aus den Orten Badeort, Neubad und Peterbach gebildet.
- 1935 wurde die Eisenbahnstrecke Riga – Rūjiena mit vier Haltepunkten auf dem Gebiet der heutigen Stadt Saulkrasti (Pabaži, Saulkrasti, Ķīšupe und Zvejniekciems) ausgebaut.
- 1950 wurde Pabaži (vormals Katharinenbad) eingemeindet. Die Bezeichnung „Katharinenbad“ wurde nach der im Jahre 1762 gekrönten russischen Zarin Katharina die Große (Katharina II.) gewählt. Sie fuhr im Jahre 1764 aus Sankt Petersburg kommend durch diesen Ort, um ein Bad zu nehmen und am „Lindenfest“ (zu Ehren des damals noch weitverbreiteten Baumes in den Baltischen Dünenlandschaften) teilzunehmen.
- 1967 wurde Fischerort eingemeindet.
- 1991 erhielt Saulkrasti den Status einer Stadt.

Die Bezeichnung „Saulkrasti“ setzt sich zusammen aus dem lettischen Wort für Sonne (saule) und dem lettischen Wort für Ufer (krasts) – also „Sonnenufer“ oder „Sonnenstrand“.

## Sehenswürdigkeiten
- Die evangelisch-lutherische Kirche im Ortsteil Pēterupe wurde von 1863 bis 1864 erbaut[3]

## Saulkrastu novads
Im Zuge einer Verwaltungsreform im Jahr 2009 wurde die Stadt (mit 3280 Einwohnern) zusammen mit ihrer Landgemeinde (mit 2885 Einwohnern) zu einem Bezirk (let. novads) zusammengefasst. Am 1. Juli 2014 lebten hier insgesamt 6165 Einwohner.

## Geboren in Saulkrasti
- Aleksandrs Obižajevs (* 1956), Stabhochspringer
- Edvīns Šnore (* 1974), Regisseur und Drehbuchautor

## Städtepartnerschaften
Saulkrasti pflegt mit der schwedischen Gemeinde Gnesta eine Städtepartnerschaft.